# Australische raaf
De Australische raaf (Corvus coronoides) behoort tot de familie van de kraaiachtigen.

## Verspreiding en leefgebied
Deze soort is endemisch in Australië en telt twee ondersoorten:
- C. c. coronoides: oostelijk Australië.
- C. c. perplexus: zuidwestelijk Australië.

## Status
De grootte van de populatie is niet gekwantificeerd maar de soort wordt omschreven als algemeen maar iets schaarser in het droge binnenland en de oostkust. Op de Rode lijst van de IUCN heeft deze soort de status niet bedreigd.